# Chūya Nakahara
Chūya Nakahara (中原 中也 Nakahara Chūya?,  Yamaguchi, 29 de abril de 1907-Prefectura de Kanagawa, 22 de octubre de 1937) fue un escritor y poeta japonés, activo durante los primeros inicios de la era Shōwa. Su nombre de nacimiento era Chūya Kashimura (柏村 中也 Kashimura Chūya?).
Nakahara nació en Yamaguchi como el hijo mayor de un médico del ejército y se esperaba que él también siguiera dicha profesión. Sin embargo, la muerte de su hermano menor cuando tenía ocho años despertó su interés en la literatura, principalmente en la poesía. Nakahara murió a la temprana edad de 30 años, dejando atrás más de 350 versos de poesía que escribió a lo largo de su corta vida. Algunas de sus obras más conocidas son Yagi no Uta, que se publicó en el año 1934, y Arishi Hi no Uta, que fue publicada un año después de su muerte.

### Primeros años

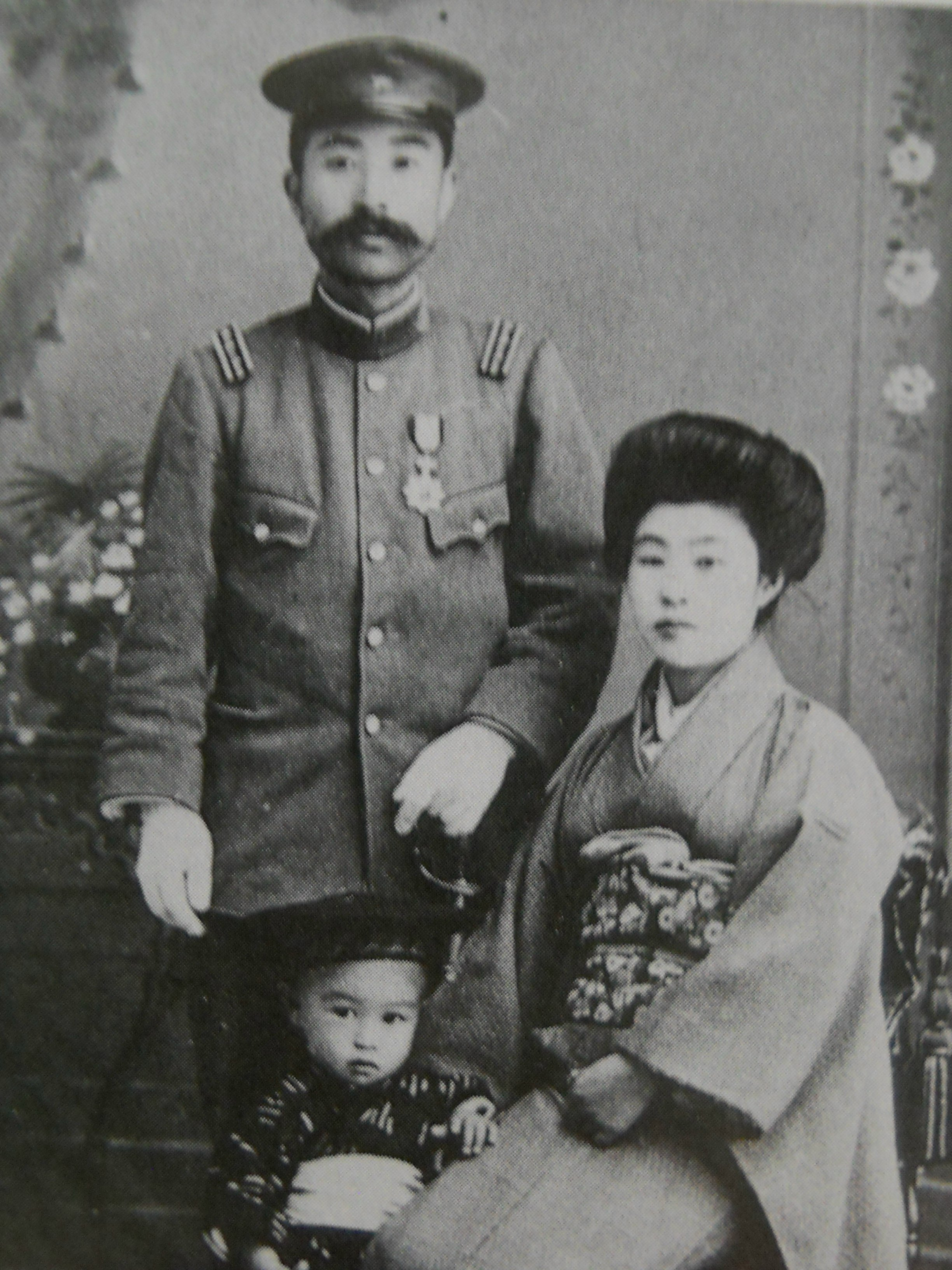
Nakahara junto a sus padres, en 1910.

Nakahara, cuyo nombre de nacimiento era Chūya Kashimura, nació el 29 de abril de 1907, en lo que ahora es la ciudad de Yamaguchi, Japón, donde su padre trabajaba como médico del ejército. Nakahara fue el hijo primogénito de la pareja, Kensuke Kashimura y Fuku Nakahara, quienes habían permanecido sin hijos durante seis años de matrimonio. En el momento de su nacimiento —el cual fue enormemente celebrado por sus progenitores—, su padre se encontraba lejos en Port Arthur, lugar donde oficiaba como oficial médico. Mediante una carta, Kensuke nombró a su pequeño hijo bajo el nombre de "Chūya" y solo pudo regresar a Yamaguchi al año siguiente. Durante ese período de tiempo, Nakahara fue criado por su madre y abuela. Tras el nacimiento de su primer hijo, Kensuke fue adoptado por la familia Nakahara y oficialmente tomó dicho apellido.
Cuando era pequeño, su padre fue promovido a cirujano y enviado, una vez más, a Hiroshima y Kanazawa. En esta ocasión, Kensuke regresó a su ciudad natal de Yamaguchi en 1914. En 1915, su hermano menor, Tsugurō, murió de meningitis. Sumido en la tristeza, Nakahara comenzó a componer poesía. En 1918, fue transferido a la Universidad de Yamaguchi, dónde mostró un excelente desempeño. Sus padres estaban interesados en su educación y se esmeraron en ella, esperando que su hijo siguiera los pasos de su padre en la medicina. Sin embargo, Nakahara estaba más interesado en la literatura y se sentía alejado del resto de su familia, principalmente de su padre, a quien llegó a resentir.
Publicó sus primeros tres versos en una revista para mujeres y en un periódico local en 1920, aún siendo un estudiante de primaria. En 1923, se trasladó a la Ritsumeikan Middle School en Kioto. Desde abril de 1924, comenzó a vivir junto con la actriz Yasuko Hasegawa.

### Carrera literaria

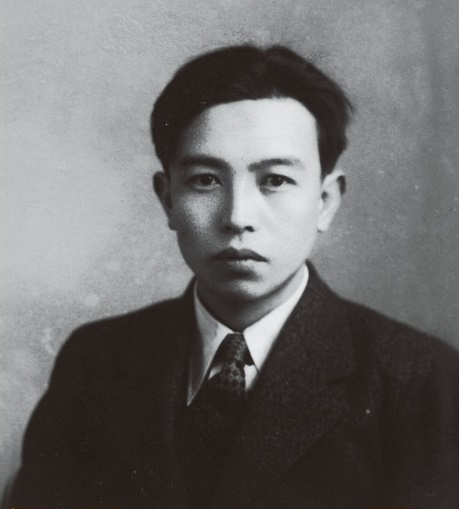
Nakahara en 1936.

Inicialmente, Nakahara se mostró interesado en la poesía tradicional japonesa waka, pero más tarde (en su adolescencia) adquirió interés por varios estilos modernos, tales como el verso libre, preconizado por el poeta dadaísta Shinkichi Takahashi y Tarō Tominaga. Al trasladarse a Tokio, conoció a los novelistas y también poetas, Tetsutaro Kawakami y Shōhei Ōka, con quienes comenzó a publicar una revista de poesía titulada, Hakuchigun. Más tarde, forjó amistad con el influyente crítico literario Hideo Kobayashi, quien le introdujo en obras de autores franceses como Arthur Rimbaud y Paul Verlaine, cuyos poemas fueron traducidos al japonés por Nakahara. La influencia de Rimbaud fue más allá de su poesía y Nakahara llegó a ser conocido por su estilo de vida "bohemia".
Nakahara adaptó los versos tradicionales usados en el haiku y waka, utilizando tres versos de 5, 7 y 5 moras (unidad lingüística de menor rango que la sílaba). Sin embargo, frecuentemente variaba el números de moras, con el fin de obtener un efecto rítmico y musical (usualmente las moras carecen de ritmo). Varios de sus poemas fueron utilizados como letras de canciones, por lo que este efecto musical fue calculado cuidadosamente desde el principio.
Las obras de Nakahara fueron rechazadas por varias editoriales; encontró aceptación principalmente en revistas literarias pequeñas, incluyendo Yamamayu, en la que publicó junto a Hideo Kobayashi (aunque en ocasiones, las revistas Shiki y Bungakukai más tarde aceptarían publicar una de sus obras). Nakahara fue amigo cercano de Kobayashi toda su vida, a pesar de que en noviembre de 1925, su pareja, Yasuko, le dejó y comenzó a vivir con Kobayashi. En diciembre de 1927, conoció al compositor Saburō Moroi, quien más tarde adaptaría algunos de sus versos en su música.

## Últimos años y muerte
En abril de 1931, Nakahara fue admitido en el Tokyo Foreign Language College en Kanda, Tokio, dónde estudió francés y permaneció hasta marzo de 1933. En diciembre de 1933, contrajo matrimonio con Takako Ueno (una pariente lejana) como parte de un matrimonio arreglado por sus familias. Su primer hijo, Fumiya, nació en octubre de 1934. Sin embargo, el pequeño moriría en noviembre de 1936 de tuberculosis, y su muerte le condujo a una crisis nerviosa de la que nunca se recuperó por completo. Muchos de sus poemas posteriores relatan sus intentos de mitigar el enorme dolor que provocó este suceso en su vida. Su segundo y último hijo, Yoshimasa, nació en 1937 y falleció en enero de 1938, solo unos meses después de la muerte del propio autor.
Enfermo de tuberculosis, Nakahara fue hospitalizado en Chiba en enero de 1937. En febrero, fue dado de alta y regresó a Kamakura. Dejó un gran número de sus obras a su amigo Kobayashi y planeó regresar a su ciudad natal de Yamaguchi, cuando repentinamente murió en octubre de 1937 a causa de una encefalitis. Tenía treinta años de edad. Su tumba se encuentra en Yamaguchi.

## Legado

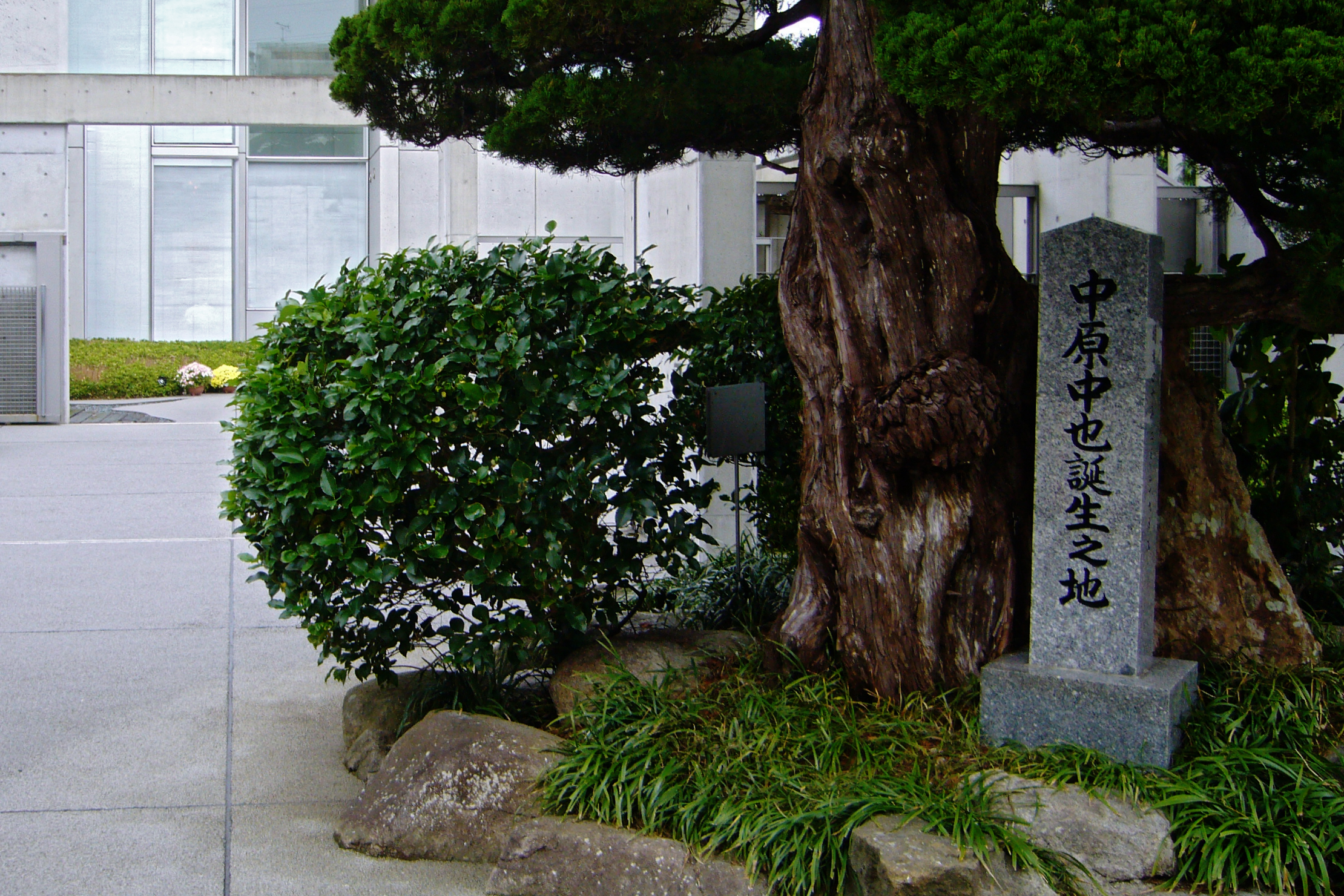
Monumento a Chūya Nakahara en su ciudad natal de Yamaguchi.

Sólo una de sus antologías de poesía, Yagi no Uta (1934) fue publicada mientras estaba vivo (en una edición autofinanciada de doscientos ejemplares). Nakahara también editó una segunda colección, Arishi Hi no Uta («Poemas de días pasados»), justo antes de su muerte. Durante su vida, Nakahara no fue tomado en cuenta como uno de los poetas principales de Japón, sin embargo, sus versos tienen una amplia y creciente notoriedad que perduran hasta nuestros días. Nakahara es ahora un tema de estudio en las escuelas japonesas, y su  icónica fotografía, la de un joven en un sombrero y mirada vacía, es bien conocida. Hideo Kobayashi, a quien Nakahara confió su manuscrito para Arishi Hi no Uta en su lecho de muerte, fue el responsable de la promoción póstuma de sus obras. A su vez, Shōhei Ōka recolectó y editó The Complete Works of Nakahara Chūya, una colección que contiene poemas de Nakahara, sus diarios personales y numerosas cartas.

### En la cultura popular
Un premio literario, el Nakahara Chūya Prize, fue establecido en 1996 por la ciudad de Yamaguchi (con el apoyo de los editoriales Seidosha y Kadokawa Shōten) en la memoria de Nakahara. El premio se realiza de forma anual y es otorgado a una destacada colección de poesía contemporánea. El ganador recibe un premio en efectivo de 1 millón de yenes y durante varios años, la obra ganadora es publicada también en inglés. Sin embargo, en los últimos años, los administraciones del premio han dejado de traducir las obras.
El cantante de música folclórica, Kazuki Tomokawa, grabó dos álbumes titulados Ore no Uchide Nariymanai Uta y Nakahara Chuya Sakuhinnshu, usando poemas de Nakahara como letra.
El asteroide (100675) Chuyanakahara fue nombrado en su honor. En el anime Space Battleship Yamato 2199, el personaje de Shiro Sanada es normalmente visto con una colección de poemas de Nakahara.
En la serie de manga y anime Bungō Stray Dogs, el personaje homónimo está basado en él. En el juego de cartas en línea Bungō to Alchemist, el personaje homónimo está basado en él.

## Galería

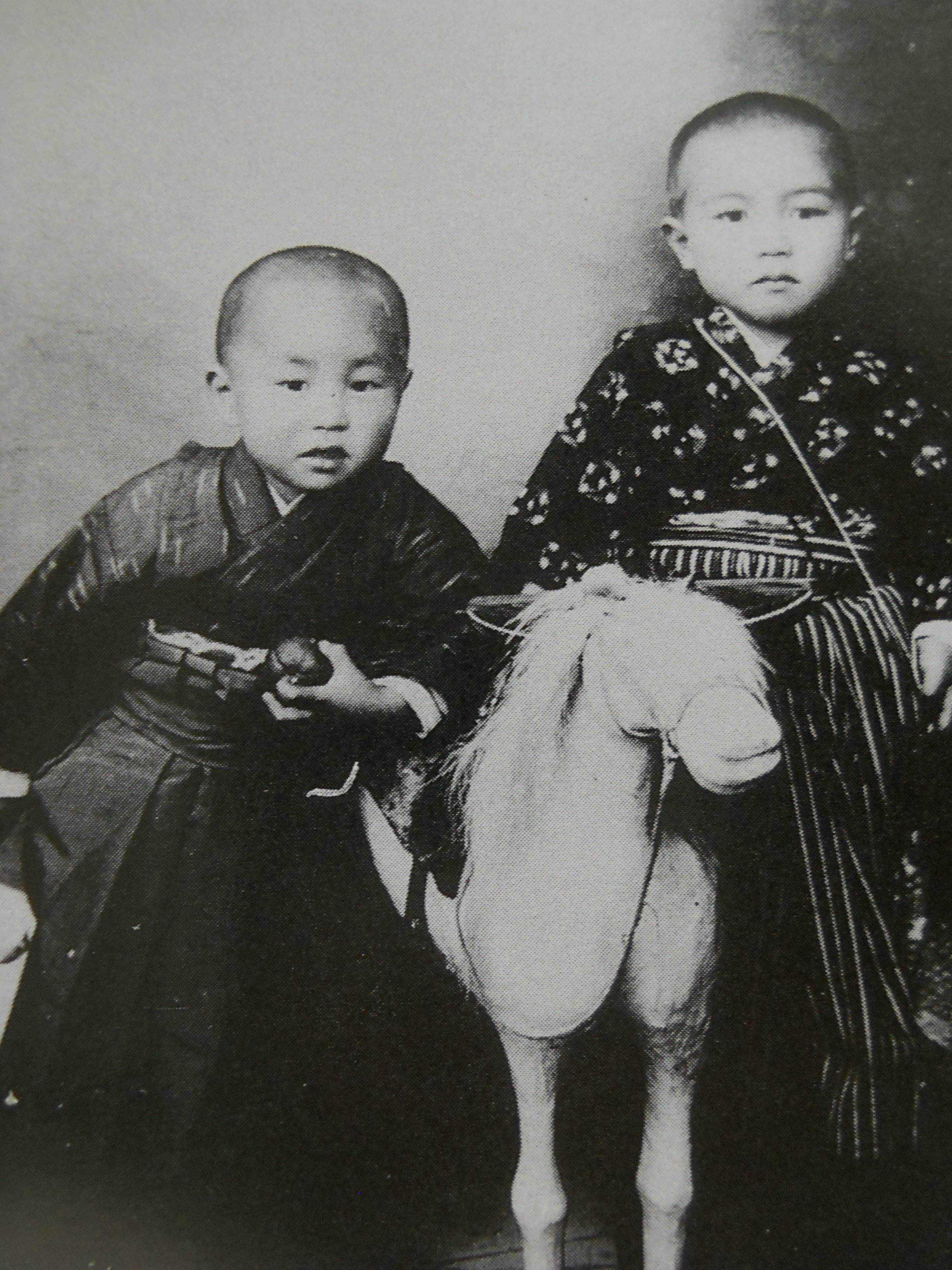
Chūya Nakahara (derecha) y su hermano menor Tsugurō, 1912.
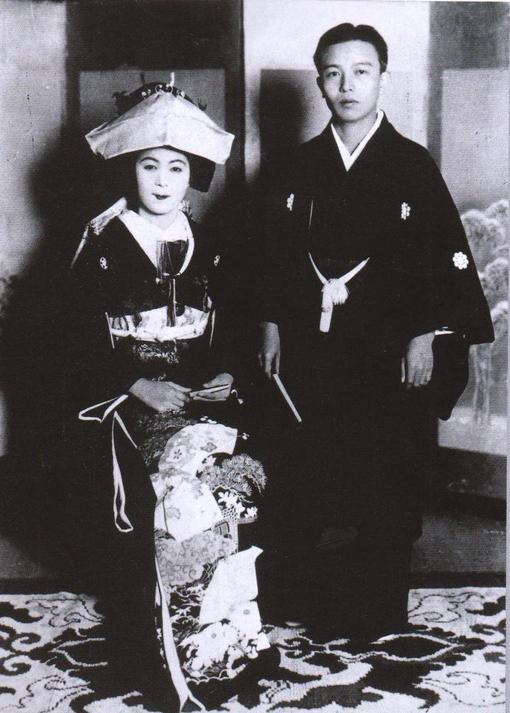
Nakahara y Takako Ueno, 1933.